# بردنبری، ساسکاچوان
بردنبری، ساسکاچوان (به انگلیسی: Bredenbury, Saskatchewan) یک منطقهٔ مسکونی در کانادا است که در ساسکاچوان واقع شده‌است.